# Luisa Isabel Álvarez de Toledo
Luisa Isabel Alvarez de Toledo și Maura (Luisa Isabel Maria del Carmen Cristina ).    S-a nascut la Estoril pe 21 laugust, 1936. A decedat la Sanlucar de Barrameda pe 7 martie 2008.
. A fost  scriitoare și istoric spaniol.  A fost Ducesa de Medina Sidonia,  ( a deținut  ducatul care a fost acordat  Coroanei Castiliei în 1445, XVII.  Marchiză din Villafranca del Bierzo, Marchiză din Velez.  Era cunoscuta ca si "Red Ducesa", din cauza idealurilor sale republicane și opoziția față de Franco.
Reședința  principală a fost palatul Sanlucar de Barrameda, care adaposteste una dintre cele mai mari arhive private din Europa.
A publicat mai multe romane, iar activitatea sa istoriografică destul de controversata. 
Si- a dedicat o mare parte a vieții sale pentru conservarea și catalogarea arhivei Casei Medina Sidonia, precum și crearea Fundației Casa Medina Sidonia.

## Biografia
Copilaria si tineretea. Luisa Isabel Alvarez de Toledo și Maura a fost fiica lui Joaquin Alvarez de Toledo si Carol, XX, Duce de Medina Sidonia, iar Maria del Carmen Maura și Herrera, fiica lui Julia de Herrera și Herrera, V contesa de Mortera, și Gabriel Maura și Gamazo, fiul prim-ministru Antonio Maura, istoric și  Duce de Maura.
S-a născut în august 1936 in Estoril, unde familia  s-a refugiat în timpul războiului civil din Spania. In luna octombrie a acelui an s-a mutat la Sanlucar de Barrameda, unde a rămas timp de zece ani, până la moartea mamei sale. Dn 1946 ramane in grija  bunicii materne. La 18 ani a fost prezentata în societate, în Estoril, împreună cu infanta Pilar de Borbon y Borbon Sicilii.
Prima casatorie si urmasii.
Isabela s-a căsătorit la data de 16 iulie 1955, cu Mortera Leoncio González de Gregorio  Martí ( nascut in Madrid, 29 octombrie 1930 - decedat in  23 februarie 2008) cu care a avut trei copii: 
- Leoncio Alonso González de Gregorio (3 ianuarie 1956), care a moștenit titlurile mamei sale.
- María del Pilar Leticia González de Gregorio și Alvarez de Toledo (10 ianuarie 1957), XVI Ducesa de Fernandina după titlul de reabilitare în 1993. Titlul revocat la 2012.
- Gabriel Ernesto González de Gregorio și Alvarez de Toledo.

### Șefa a caselor din Medina Sidonia, Villafranca și Velez
La 11 decembrie 1955, după moartea tatălui său, Luisa Isabel Alvarez de Toledo, a fost declarata moștenitor unic, printr-o hotărâre judecătorească din 10 aprilie 1956, devenind stapana caselor din Medina Sidonia, The Vélez , Villafranca și a tuturor titlurilor nobiliare ale tatălui său:
- Marchiz de Vélez.
- Duce de Medina Sidonia.
- Marqiz de Villafranca del Bierzo..

În 1958 a luptat pentru reabilitarea ducelui de Fernandina, care a fost vacant în iulie, dar nu a finalizat procedurile administrative din cauza exilului lor. In cele din urmă, în 1993, a fost renovat pentru fiica lui Pilar dar el nu a solicitat reabilitarea Principatului Montalbán, ca Marquis. Nici Barony Molins de Rei, care ar fi putut solicita acest lucru.

### Casa de Montalto
În 1958, Luisa Isabel Alvarez de Toledo, a solicitat, de asemenea, Ministerul Justiției reabilitarea Ducatului de Montalto, vacant de la moartea bunicului său, bunica mare, Maria Tomasa Alvarez de Toledo si Palafox, fiica lui Francisco de Borja Alvarez de Toledo si Gonzaga, al XVI-lea Duce Medina Sidonia, 8 titlul a fost aplicat sub numele de "ducat de Montalto de Aragon", pentru a-l deosebi de ducatul forței Montalto. Cu toate acestea, se pare că o astfel de reabilitare nu a fost rezolvată.
Din contră, nu a solicitat reabilitarea altor titluri care ar fi putut răspunde în același fel, ca Marchizul de Calatafimi, judete Sclafani, Aderno, Caltabellota, Caltaxineta, Caltabuturo și Collesano, pe de baron Centorvi și Biancavilla și chiar principatul Paternò 9 că acestea sunt depășite astăzi. Prin urmare, nici unul dintre aceste titluri nu au fost recunoscute în mod legal să-l în Spania.

Más detalles
Palacio ducat de Medina Sidonia, en Sanlúcar de Barrameda.
Antonio M. Romero Dorado - Trabajo propio
Fachada principal del Palacio Ducat de Medina-Sidonia, en Sanlúcar de Barrameda
GFDL
File:Palacio ducat medina sidonia sanlúcar barrameda 1.jpg
Creado el: 2 de junio de 2008
Acerca de | Discusión | Ayuda

### Disidență și închisoare
Pe 17 ianuarie 1967  Luisa Isabel de Toledo Álvarez  a fost arestata de Garda Civila. A participat la un marș neautorizat la Madrid, unde urmau să manifeste, aproximativ cincizeci de fermieri care cer despăgubiri ca urmare a poluării suferite pe terenurile lor de un accident la centrala nucleara Palomares.  Aceasta manifestare se încheie cu închisoare, in Alcala de Henares, unde a rămas timp de opt luni, în 1969. A fost eliberata, datorită amnistiei, prin decret-lege. Ca urmare a publicării cartii sale Strike,  Curtea Publica a emis o altă sentință, dar ea s-a exilat în mod voluntar în Franța. Dupa moartea dictatorului Francisco Franco, Isabeal a revenit în Spania, prel și s-a stabilit în Sanlucar de Barrameda, unde a rămas tot restul vieții sale.

### Revoluția cubaneză
In anul 1967, guvernul spaniol a inceput negocieri cu guvernul Cubei pentru a  obține insula spaniolă a cărei proprietate a fost expropriata ca urmare a Revoluției cubaneze. Ducesa de Medina Sidonia deține  proprietati pe insulă și acțiuni la Tropical, unal dintre cele mai mari fabrici de bere din țară, moștenirea Contilor de Mortera. Cu toate acestea, deși negocierile au fost reluate de guvernele Adolfo Suarez și Felipe González, când ducesa sa întors din exil, ea a spus: "Tot ce am vrut sa spun despre Cuba am spus în 1965" în articole el a scris apoi pentru Revolución.